# Efrat
Efrat (en hebreo: אפרת‎) o Efrata (אפרתה) es un asentamiento israelí localizado en Cisjordania (Palestina), en el distrito de Judea y Samaria según organización administrativa israelí, o en la Gobernación de Belén según el sistema administrativo palestino. Se ubica a 6,5 km al este de la línea marcada por el armisticio de 1949 o "Línea Verde", y al este del Muro de separación con Israel. Se encuentra al sur de Jerusalén, entre Belén y Hebrón. Aunque está localizado en el conjunto de asentamientos llamado Gush Etzion, Efrat es un concejo local independiente de la región de Gush Etzion y fue establecido en 1983. Su nombre proviene del libro de Génesis (35:16-19).

## Demografía
Según la Oficina Central de Estadísticas de Israel, en diciembre de 2010 contaba con una población total de 7.454 habitantes, que en 2014 el concejo municipal estimaba en 9.400. Se prevé que en 2019 la población habrá aumentado en 60% cuando finalicen las nuevas barriadas en construcción.
La población de Efrat es mayoritariamente sionista religiosa e incluye muchos judíos ortodoxos que hicieron aliyá (migración) desde los Estados Unidos. Es considerado tradicionalmente como uno de los destinos favoritos de los inmigrantes angloparlantes.